# Tarque
Tarque es el primer álbum de estudio en solitario de Carlos Tarque, fundador y cantante del grupo de rock español M Clan.

## Lista de canciones
El álbum contiene los siguientes temas:
| N.º   | Título                    | Duración |  |
| 1.    | «Bailo»                   | 3:18     |  |
| 2.    | «Ahora y en la hora»      | 3:47     |  |
| 3.    | «Heartbreaker»            | 3:56     |  |
| 4.    | «Donde nace el R&R»       | 3:45     |  |
| 5.    | «El diablo me acompañará» | 4:24     |  |
| 6.    | «Lobo solitario»          | 4:13     |  |
| 7.    | «Juicio final»            | 2:56     |  |
| 8.    | «Janis, Amy, Billie»      | 3:03     |  |
| 9.    | «Electroshock»            | 4:00     |  |
| 10.   | «Cactus en el corazón»    | 5:38     |  |
| 39:00 |                           |          |  |